# Bradford Motorcars
Bradford Motorcars Inc. war ein US-amerikanischer Hersteller von Automobilen.

## Unternehmensgeschichte
Charles Ernst gründete das Unternehmen am 27. Mai 1977 in Dania Beach in Florida. 1982 oder 1983 begann die Produktion von Automobilen. Der Markenname lautete Bradford. Im gleichen Jahr endete die Produktion. Am 1. November 1985 wurde das Unternehmen aufgelöst.

## Fahrzeuge
Das einzige Modell war der Limited Edition. Dies war ein Sportwagen im Stil der 1930er Jahre. Die offene Karosserie bot Platz für zwei Personen. Auffallend waren die lange Motorhaube und die lang auslaufenden vorderen Kotflügel, die in Trittbretter übergingen.